# Østergade (Sønderborg)
 For alternative betydninger, se Østergade. (Se også artikler, som begynder med Østergade)
Østergade er en gade i Sønderborg. Gaden er ca. 290 meter lang. Gaden starter ved krydset med Perlegade og Rådhustorvet og ender ved Kongevej. På strækningen krydses Kastanie Alle. 
Ved starten af gaden ligger byens første apotek (Løve Apoteket) og posthuset. Cirka midt på strækningen ligger et lille anlæg kaldet Apotekerens Have og ved siden af denne ligger byens nye indkøbscenter Borgen. På denne plads har der fra 1975 til 2011 ligget en Kvickly.
| Trafik | Spire Denne trafikartikel er en spire som bør udbygges. Du er velkommen til at hjælpe Wikipedia ved at udvide den. |

|  | Denne artikel om en bygning eller et bygningsværk kan blive bedre, hvis der indsættes et (bedre) billede. Du kan hjælpe ved at afsøge Wikimedia Commons for et passende billede eller lægge et op på Wikimedia Commons med en af de tilladte licenser og indsætte det i artiklen. |

54°54′32.84″N 9°47′27.47″Ø / 54.9091222°N 9.7909639°Ø